# Lindon (Utah)
Lindon és una població dels Estats Units a l'estat de Utah. Segons el cens del 2000 tenia 8.363 habitants.

## Demografia
Segons el cens del 2000, Lindon tenia 8.363 habitants, 1.935 habitatges, i 1.789 famílies. La densitat de població era de 384,4 habitants per km².
Dels 1.935 habitatges en un 64% hi vivien nens de menys de 18 anys, en un 86,6% hi vivien parelles casades, en un 4,5% dones solteres, i en un 7,5% no eren unitats familiars. En el 5,9% dels habitatges hi vivien persones soles el 2,5% de les quals corresponia a persones de 65 anys o més que vivien soles. El nombre mitjà de persones vivint en cada habitatge era de 4,29 i el nombre mitjà de persones que vivien en cada família era de 4,46.
Per edats la població es repartia de la següent manera: un 42,9% tenia menys de 18 anys, un 10,5% entre 18 i 24, un 27,2% entre 25 i 44, un 14,4% de 45 a 60 i un 5% 65 anys o més.
L'edat mediana era de 22 anys. Per cada 100 dones de 18 o més anys hi havia 98,9 homes.
La renda mediana per habitatge era de 61.964 $ i la renda mediana per família de 63.513 $. Els homes tenien una renda mediana de 47.330 $ mentre que les dones 23.158 $. La renda per capita de la població era de 18.088 $. Entorn del 2,9% de les famílies i el 3,1% de la població estaven per davall del llindar de pobresa.

## Poblacions properes
El següent diagrama mostra les poblacions més properes.